# غافين جونسون
غافين جونسون (بالإنجليزية: Gavin Johnson)‏ هو لاعب اتحاد الرغبي جنوب أفريقي، ولد في 17 أكتوبر 1966 في لويس تريشارد ‏ في جنوب أفريقيا.

## وصلات خارجية
- غافين جونسون على موقع دوري الرغبي الممتاز (الإنجليزية)
- غافين جونسون عل موقع إسبنسكروم (الإنجليزية)
- غافين جونسون على موقع ItsRugby.co.uk (الإنجليزية)